# Милерсбург (Ајова)
Милерсбург (енгл. Millersburg) град је у америчкој савезној држави Ајова. По попису становништва из 2010. у њему је живело 159 становника.

## Демографија
Према попису становништва из 2010. у граду је живело 159 становника, што је -25 (-13.6%) становника више него 2000. године.
| Група             | 2000.        | 2010.       |
| Белци             | 184 (100.0%) | 154 (96,9%) |
| Афроамериканци    | 0 (0,0%)     | 0 (0,0%)    |
| Азијати           | 0 (0,0%)     | 0 (0,0%)    |
| Хиспаноамериканци | 0 (0,0%)     | 3 (1,9%)    |
| Укупно            | 184          | 159         |